# Samogłoska przednia
Samogłoska przednia – samogłoska wymawiana z przesunięciem języka ku przodowi jamy ustnej.
W międzynarodowej transkrypcji fonetycznej IPA przewidziano odrębne symbole dla 11 samogłosek przednich:
- samogłoska przymknięta przednia niezaokrąglona [i]
- samogłoska przymknięta przednia zaokrąglona [y]
- samogłoska prawie przymknięta przednia scentralizowana niezaokrąglona [ɪ]
- samogłoska prawie przymknięta przednia scentralizowana zaokrąglona [ʏ]
- samogłoska półprzymknięta przednia niezaokrąglona [e]
- samogłoska półprzymknięta przednia zaokrąglona [ø]
- samogłoska półotwarta przednia niezaokrąglona [ɛ]
- samogłoska półotwarta przednia zaokrąglona [œ]
- samogłoska prawie otwarta przednia niezaokrąglona [æ]
- samogłoska otwarta przednia niezaokrąglona [a]
- samogłoska otwarta przednia zaokrąglona [ɶ]

Handbook of the International Phonetic Association definiuje samogłoski zapisywane symbolami [ɪ, ʏ] jako przesunięte ku szwie odpowiedniki samogłosek kardynalnych [i, y], więc można je alternatywnie zapisać [i̽, y̽].